# برگه ۲۷۰ سری
برگه ۲۷۰ سری (به انگلیسی: Breguet 270 Series) یک هواگرد ساختِ کارخانهٔ برگه اویاسیون در کشور فرانسه است . نخستین استفاده‌کنندهٔ این هواپیما نیروی هوایی فرانسه بوده‌است. این هواگرد برای نخستین بار در ۲۳ فوریه ۱۹۲۹ میلادی مورد استفاده قرار گرفت.